# Dirk Enzmann
Dirk Enzmann (* 1955) ist ein deutscher Kriminologe.

## Leben
Er erwarb im Mai 1987 das Diplom im Fach Psychologie und im April 1995 die Promotion im Fach Psychologie zum Dr. phil. an der FU Berlin. Zusammen mit Dieter Kleiber und Wilmar Schaufeli arbeitete er zu Stress und Burnout in psychosozialen Berufen. Seit 1998 arbeitet er zu Fragen der Kriminologie, zunächst am Kriminologischen Forschungsinstitut Niedersachsen, seit 2003 am Institut für Kriminalwissenschaften der Universität Hamburg, Abteilung Kriminologie, wo er seit 2017 Professor (§ 17 HmbHG) für Kriminologie ist.